# Razzo a propellente solido

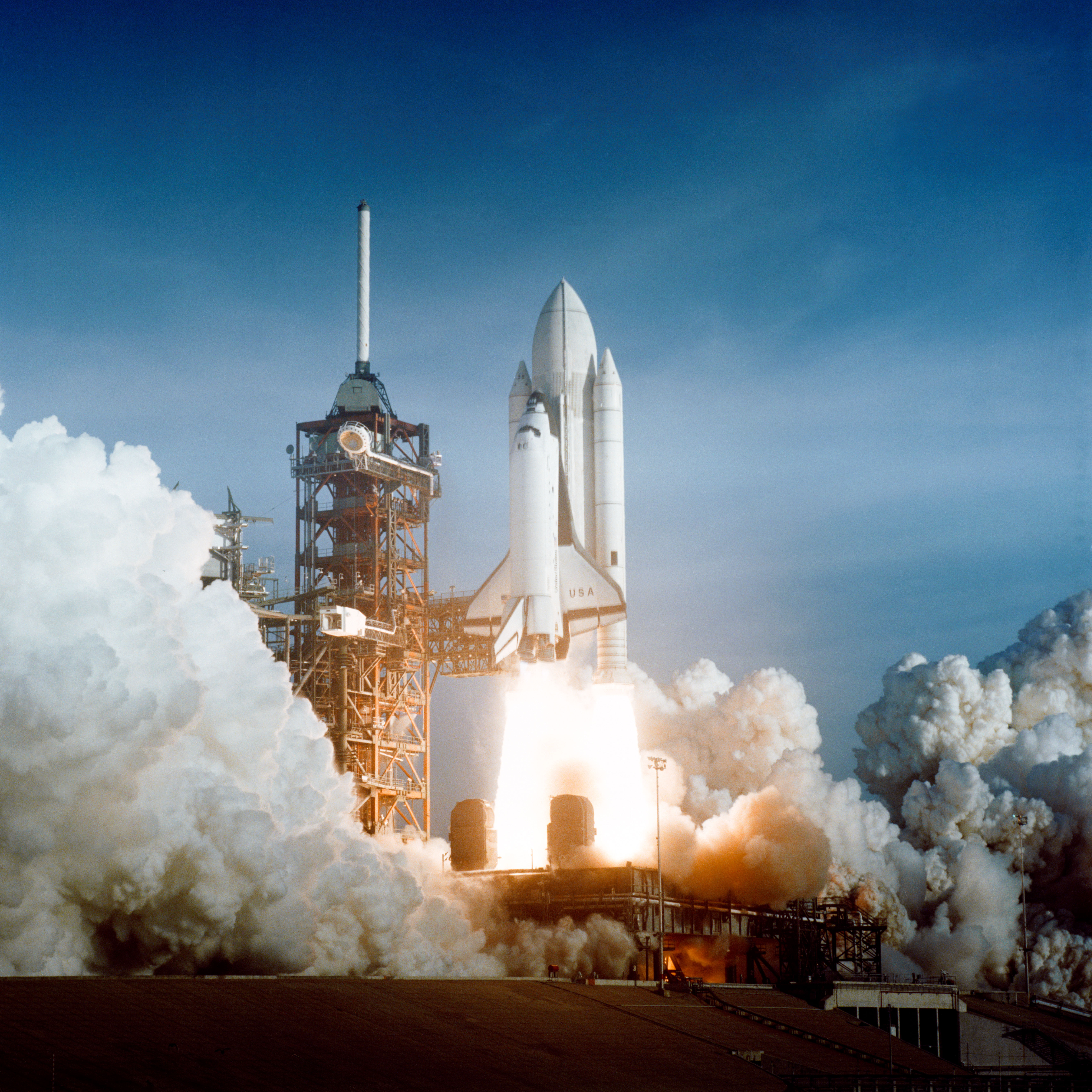
Lo Space Shuttle viene lanciato con l'ausilio di due razzi a combustibile solido chiamati Solid Rocket Boosters

Un razzo a combustibile solido è un razzo con un motore che impiega un propellente solido (carburante/ossidante).
I primi razzi erano a combustibile solido, alimentati da polvere da sparo ed impiegati in Cina e dagli arabi come armi già nel XIII secolo.
Tutti i razzi impiegavano qualche forma di propellente solido o in polvere fino al XX secolo, quando vennero introdotti i razzi a propellente liquido e i razzi ibridi, maggiormente efficienti e controllabili. I razzi a combustibile solido sono ancora impiegati attualmente per la loro semplicità ed affidabilità; la possibilità di immagazzinarli per lunghi periodi ed essere lanciati in modo affidabile con un breve preavviso li rende la soluzione maggiormente impiegata in ambito militare, come nei missili.
Alcuni razzi a combustibile solido sono raramente impiegati per la propulsione principale in ambito aerospaziale, ma sono usati spesso come booster.

## Concetti di base

Solid Rocket Motor.

Un razzo a combustibile solido è costituito da un involucro, un ugello, una carica di propellente e un sistema di accensione. Il propellente è in forma di granuli.
I granuli si comportano assieme come una massa solida, e bruciano in modo prevedibile producendo gas di scarico. Le dimensioni dell'ugello sono calcolate in modo tale per mantenere una data pressione e produrre spinta dai gas di scarico.
Una volta acceso, un propulsore semplice a combustibile solido non può essere spento, poiché contiene tutti gli elementi necessari per la combustione all'interno della camera di combustione. Tuttavia, i progetti più moderni possono essere spenti e riaccesi, oltre a permettere la modifica della spinta prodotta tramite il controllo della geometria dell'ugello oppure tramite delle bocchette di aerazione. Inoltre alcuni motori a razzo possono bruciare il combustibile in segmenti tramite comandi.
I progetti moderni possono includere un ugello orientabile per la guida, sistemi avionici, hardware per il recupero come paracadute, meccanismi di autodistruzione, propulsori secondari controllabili per l'assetto.

## Progetto
Il progetto di un motore a razzo a combustibile solido individua inizialmente l'impulso specifico totale richiesto, che determina la massa del carburante e dell'ossidante. La geometria e la chimica dei granuli sono scelti in seguito per soddisfare le caratteristiche richieste.
Le variabili sono calcolate considerando i seguenti vincoli:
- i granuli bruciano ad un tasso prevedibile, conoscendo la loro superficie e la pressione della camera di combustione.
- la pressione della camera è determinata dal diametro dell'ugello e dal tasso di combustione dei granuli.
- il tipo di involucro determina i valori di pressione della camera.
- le caratteristiche dei granuli determinano anche la lunghezza del tempo di combustione.

È possibile impiegare un legante oppure no. Le cause principali di malfunzionamento nei motori a razzo a combustibile solido comprendono la frammentazione dei granuli, la rottura del legante o la formazione di sacche d'aria. Questi fenomeni possono produrre un aumento istantaneo della superficie di combustione e ad un corrispondente aumento dei gas di scarico e della pressione, che possono indurre il cedimento dell'involucro.
In genere un altro motivo di incidenti è causato dal progetto dei sigilli dell'involucro. Essi sono richiesti nel caso di razzi che devono essere aperti per inserire il propellente. Quando cede un sigillo, i gas caldi fuoriescono dal punto di rottura ed erodono l'involucro. Questo fenomeno è avvenuto in uno dei Solid Rocket Boosters dello Space Shuttle Challenger e ha causato un incidente che ha disintegrato il velivolo nel 1986.

## Geometria dei grani
Un razzo a combustibile solido deflagra dalla superficie del propellente esposto nella camera di combustione. La geometria del propellente all'interno del motore gioca un ruolo importante nelle prestazioni del motore stesso. Man mano che la superficie del propellente brucia, la forma si modifica, cambiando spesso la quantità di superficie di propellente esposta ai gas di combustione. Il flusso di massa {\displaystyle {\dot {m}}} (Kg/s), e quindi la pressione, dei gas di combustione in un certo istante di tempo è una funzione della superficie {\displaystyle A_{s}}, (m2) presente in quell'istante e del tasso di combustione {\displaystyle b_{r}} (m/s):
Al variare delle configurazioni geometriche varia la curva di spinta, e quindi la possibile applicazione del razzo:

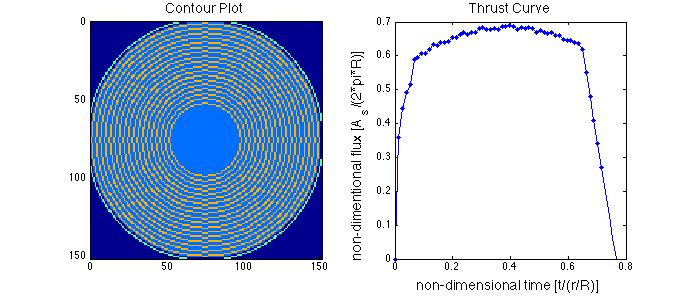
Circular Bore
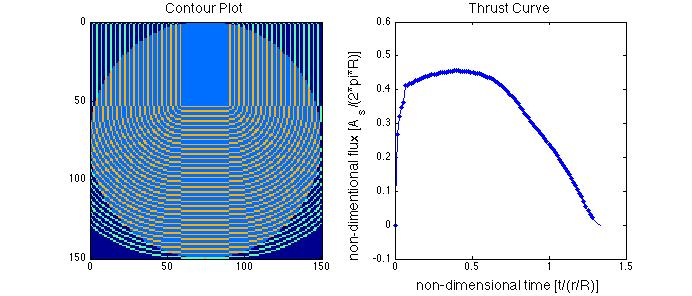
C-Slot
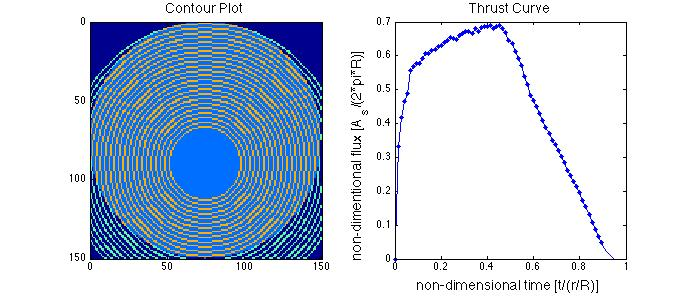
Moon Burner
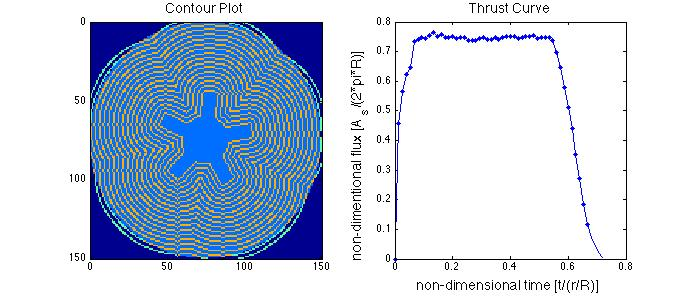
5-point Finocyl

## Involucro
L'involucro può essere costituito da vari materiali. Per i razzi a combustibile solido dello Space Shuttle viene impiegato l'acciaio, ma è possibile anche utilizzare grafite epitassiale o alluminio.
L'involucro deve essere progettato per resistere alla pressione e agli stress prodotti dal propulsore. Esso viene progettato alla stregua di un recipiente a pressione.
Per proteggerlo dai gas caldi, altamente corrosivi, viene spesso inserito uno strato interno ablativo detto liner (fatto, per esempio di materiali compositi a base di resine fenoliche), che si consuma proteggendo l'involucro vero e proprio.

## Ugello
Un ugello convergente-divergente accelera i gas di scarico verso l'esterno (i gas di scarico vengono immessi in atmosfera a velocità superiore a quella del suono, ecco perché si sceglie una forma convergente-divergente) per produrre spinta. Esso deve essere costituito da materiali che resistano alle elevate temperature dei gas. Spesso si scelgono materiali basati sul carbonio, come grafite amorfa o materiali in carbonio-carbonio rinforzato.
Alcuni progetti includono il controllo direzionale dei gas di scarico, attraverso l'orientamento dell'ugello, come avviene nei booster dello Space Shuttle, oppure con l'impiego di meccanismi di deviazione del getto come nei razzi V2, o infine tramite un sistema di spinta vettoriale tramite iniezione di liquido (Liquid Injection Thrust Vectoring). Quest'ultima tecnica consiste nell'iniezione di un liquido nel flusso dei gas di scarico: il liquido diventa vapore e a volte reagisce chimicamente, aggiungendo un flusso di massa su un lato del flusso principale dei gas di scarico, fornendo in questo modo una spinta fuori asse. Ad esempio, i booster a combustibile solido del Titan IIIC possedevano un iniettore di tetraossido di diazoto, contenuto in serbatoi situati sui lati del razzo tra lo stadio centrale e i booster.

## Prestazioni
Il motore di un razzo a combustibile solido, ben progettato, ha tipicamente un impulso specifico di 265 secondi. In paragone, un propulsore a kerosene/ossigeno liquido ha un impulso di circa 330 secondi e uno ad idrogeno/ossigeno liquidi circa 450 secondi.
I propulsori a combustibile solido possono fornire una spinta elevata a costi relativamente bassi. Per questo motivo sono stati impiegati frequentemente per i primi stadi nei razzi (un classico esempio è lo Space Shuttle), mentre gli stadi superiori sono riservati a propulsori con impulso specifico maggiore, come motori che impiegano idrogeno come combustibile. Inoltre, i propulsori a combustibile solido hanno una lunga storia come stadio finale per l'invio in orbita per satelliti grazie alla loro semplicità, affidabilità, compattezza e alla ragionevole frazione di massa del propellente.
Poiché il propellente solido può restare all'interno del razzo per molto tempo e conservare l'affidabilità, questo tipo di razzi è molto impiegato in ambito militare.

## Famiglie di propellenti

### Propellenti a polvere nera
Composta da carbone vegetale (combustibile), nitrato di potassio (ossidante) e zolfo (additivo), la polvere nera è uno dei composti pirotecnici più antichi. Attualmente, la polvere nera viene utilizzata i modelli di razzi a bassa potenza poiché è facile da produrre ed economica. I grani del propellente sono composti da un mix di polvere finemente pressata, con un tasso di combustione che dipende fortemente dalla composizione esatta e dalle condizioni operative. A causa della sensibilità alla fratturazione (e quindi ad incidenti catastrofici) e per le scarse prestazioni, la polvere nera non viene impiegata in propulsori di razzi con impulso superiore a 40 Ns.

### Propellenti Zinco-Zolfo
Il propellente è composto da zinco e da zolfo in polvere. Non trova alcuna applicazione pratica al di fuori di razzi amatoriali a causa delle basse performance, causate dalla combustione che avviene principalmente fuori dalla camera di combustione e dal tasso di combustione estremamente elevato (attorno circa a 2 m/s). Si utilizza nei razzi amatoriali per la forte accelerazione e perché lascia dietro di sé una spettacolare palla di fuoco.

### Propellenti "dolci"
I propellenti dolci sono costituiti generalmente da un ossidante (tipicamente nitrato di potassio) e un combustibile zuccheroso (tipicamente destrosio, sorbitolo o saccarosio). Essi sono fusi assieme ed impacchettati in forma di colloide amorfo. Essi generano un impulso medio-basso di circa 130 secondi, quindi sono impiegati principalmente solo per razzi amatoriali.

### Propellenti a doppia base
I propellenti a doppia base sono composti da due componenti monopropellenti. In genere uno di essi possiede un'energia superiore (ed è maggiormente instabile), mentre l'altro ha energia inferiore ed è stabilizzante. Tipicamente viene impiegata nitrocellulosa dissolta in un gel di nitroglicerina e solidificata tramite additivi. I propellenti a doppia base sono impiegati in applicazioni dove è richiesto poco fumo e sono necessarie prestazioni medio-alte (impulso specifico di circa 235 secondi). L'aggiunta di combustibili metallici (come alluminio) può aumentare le prestazioni (circa a 250 secondi) attraverso la nucleazione dell'ossido metallico nello scarico, che rende il fumo opaco. L'aggiunta di carbone nero limita l'infierire dei gas di scarico "lontani" sulla reazione terminante in ugello.

### Propellenti compositi
Il concetto generale per i propellenti compositi è il seguente: un ossidante e un metallo in polvere sono mescolati assieme e legati con un composto che agisce anche come combustibile. I propellenti composti sono spesso costituiti da nitrato d'ammonio (chiamati ANCP) o perclorato d'ammonio (chiamati APCP). Il primo richiede l'impiego come carburante di magnesio e/o alluminio e fornisce prestazioni medie (impulso: 210 secondi). I propellenti invece composti da perclorato d'ammonio impiegano come combustibile l'alluminio e forniscono prestazioni elevate (impulso: 265 secondi). L'alluminio è anche alla base di un combustibile sperimentale, ALICE, composto di nano-polvere di alluminio e acqua, ideale per la produzione in-sito sulla superficie della Luna.
Per le alte prestazioni, discreta semplicità di produzione e costi relativamente contenuti, i propellenti APCP hanno un vasto impiego in razzi aerospaziali, in razzi militari, in razzi amatoriali. I propellenti ANCP, più economici e meno efficienti, sono impiegati in razzi amatoriali e nei generatori di gas.

### Propellenti compositi ad alta energia (HEC)
I propellenti HEC sono costituiti da una mescola standard di propellenti compositi (come l'APCP), con l'aggiunta di un esplosivo ad alta energia. Quest'ultimo è tipicamente sotto forma di piccoli cristalli di RDX o HMX. Anche se si raggiungono impulsi specifici di circa 275 secondi, l'impiego di questi esplosivi limita l'utilizzo di questi propellenti a causa dei pericoli.

## Razzi amatoriali e hobbistici
I propulsori dei razzi a combustibile solido possono essere acquistati per l'impiego nella modellistica; sono normalmente costituiti da piccoli cilindri di polvere nera con un ugello e una piccola carica che permette di accendere un secondo stadio (solo a polvere nera), attivare una telecamera, oppure dispiegare un paracadute. La carica può essere impostata per accendersi quando il propellente è esaurito, immediatamente o dopo un certo periodo di tempo.
La progettazione dei motori a combustibile solido è particolarmente interessante per gli appassionati di razzi. Il progetto di un razzo richiede l'applicazione di molti campi della fisica e della chimica, tra cui meccanica del continuo, chimica, scienza dei materiali, dinamica dei fluidi, trasferimento del calore, geometria e macchine. La maggior parte dei razzi amatoriali impiegano un propellente composito, in genere APCP.

## Ricerche avanzate
La ricerca nei razzi a combustibile solido è incentrata su vari campi:
- Combustibili maggiormente ecologici
- Statoreattori con combustibile solido
- Progetti con spinta variabile basati su ugelli a geometria variabile
- Razzi ibridi che impiegano carburante solido e un ossidante liquido o gassoso